# Martine Aballéa
Martine Aballéa est une artiste française et américaine, née en 1950 à New York,.

## Collections publiques
Le travail de Martine Aballéa figure dans de nombreuses collections publiques, en France et aux États-Unis, parmi lesquelles :
- Centre national des arts plastiques (CNAP) : 26 œuvres[3]
- Musée Solomon R. Guggenheim, New York[4]
- Musée d’art moderne de la ville de Paris[4]
- Musée national d'Art moderne, Centre Pompidou, Paris[2]
- FRAC Basse-Normandie [5]
- FRAC Limousin[5]
- Frac des Pays de la Loire[5]